# Euparkerella robusta
Euparkerella robusta är en groddjursart som beskrevs av Eugenio Izecksohn 1988. Euparkerella robusta ingår i släktet Euparkerella och familjen Strabomantidae. IUCN kategoriserar arten globalt som sårbar. Inga underarter finns listade i Catalogue of Life.